# يوليوس أ. ريفن
يوليوس أ. ريفن (بالإنجليزية: Julius A. Raven)‏ هو ضابط أمريكي، ولد في 6 يناير 1918 في نيويورك في الولايات المتحدة، وتوفي في 9 أغسطس 1942 في جزر ألوتيان في الولايات المتحدة.